# Harmony (Florida)
Harmony ist eine Planstadt im Zentrum des US-Bundesstaates Florida. Sie befindet sich im Osceola County, rund 25 km südöstlich von Kissimmee sowie etwa 50 km südöstlich von Orlando.
Die Stadt ist seit 2003 besiedelt. Zweck der Errichtung ist der Versuch einer möglichst ökologisch verträglichen Lebensweise im Einklang mit der Natur.